# Tron, Medelpad
Tron är en sjö i Sundsvalls kommun i Medelpad och ingår i Ljungans huvudavrinningsområde. Sjön har en area på 0,408 kvadratkilometer och ligger 183,1 meter över havet.

## Delavrinningsområde
Tron ingår i det delavrinningsområde (690372-155116) som SMHI kallar för Ovan Rödsättbäcken. Medelhöjden är 206 meter över havet och ytan är 5,03 kvadratkilometer. Det finns ett avrinningsområde uppströms, och räknas det in blir den ackumulerade arean 33,75 kvadratkilometer. Hasselån som avvattnar avrinningsområdet har biflödesordning 3, vilket innebär att vattnet flödar genom totalt 3 vattendrag innan det når havet efter 54 kilometer. Avrinningsområdet består mestadels av skog (75 procent). Avrinningsområdet har 0,41 kvadratkilometer vattenytor vilket ger det en sjöprocent på 8,1 procent.